# جين آني كولير
جين آني كولير (بالإنجليزية: Jane Annie Collier)‏ هي مُدرسة نيوزيلندية، ولدت في 28 سبتمبر 1869، وتوفيت في 13 أكتوبر 1955.